# Commanderie de Valcanville
La commanderie de Valcanville est une ancienne commanderie templière, fondée en 1125, puis hospitalière, aujourd'hui ruinée, dont les vestiges se dressent sur le territoire de la commune française de Valcanville, dans le département de la Manche, en région Normandie.

## Localisation
Le commanderie est situé à proximité de l'église Notre-Dame de Valcanville, dans le département français de la Manche, face à l'antique abbaye du Licornet qui se dressait au Vicel, de l'autre côté de la Saire.

## Historique
Vers 1125, Henri Ier Beauclerc, duc de Normandie et roi d'Angleterre, fils de Guillaume le Conquérant, donne aux Templiers le fief de Valcanville, avec son extension dans la paroisse de Canteloup et les villages de Saussetours-en-Théville et Vesly, sept ans après la constitution de l'ordre, à condition d'y édifier une commanderie.
Après la suppression de l'ordre du Temple et la dévolution des biens de l'ordre du Temple, en 1313, Valcanville est attribué aux Hospitaliers de l'ordre de Saint-Jean de Jérusalem qu'ils posséderont durant plus de 400 ans, jusqu'à son abolition à la Révolution.
Le commandeur, à la fois seigneur spirituel et temporel de la paroisse avait le droit de moyenne et basse justice dans toute l'étendue de sa commanderie, qu'il faisait exercer par un sénéchal, un greffier et un prévôt, qui tenaient les plaids de la juridiction sous la grande porte d'entrée de la commanderie. Les commandeurs Hospitaliers, ne dépendant nullement de l'évêque, étaient les patrons de l'église et nommaient le curé et les vicaires. L’évêque, qui ne pouvait pénétrer dans le chœur de l'église, administrait le sacrement de Confirmation depuis la nef. Les hommes de la commanderie étaient exempts de tout logement de gens de guerres et devaient placer sur la façade de leur demeure la croix à huit pointes.
En 1630, François Juhel, seigneur de la Jocasserie (Ancteville) racheta au commandeur de Valcanville le fief d'Ancteville, ancienne propriété des Templiers.

## Description
La commanderie de Valcanville détenait sur le territoire le manoir seigneurial entouré de douves avec un vaste bâtiment à usage d'hôpital et sur la Saire deux moulins banaux, le Grand-Moulin et le Petit-Moulin, ainsi que plusieurs pièces de terre. Le moulin et le village de l'Hôpital en conservent le souvenir.
Les ruines de la commanderie templière du XIIe siècle voisinent avec les restes du logis des Hospitaliers reconstruit entre le XVe et le XVIIIe siècle, à proximité d'une maison récente. Il subsiste du logis du XIIIe siècle une cheminée de pierre supportée par un pan entier de murs de l'époque templière, ainsi que des restes de murailles percées de hautes meurtrières avec bancs latéraux.
Sur une pierre de granit, rapportée sur la façade de l'ancien logis des commandeurs, est sculptée en relief une croix de Malte aux huit pointes, symbolisant les huit béatitudes.

## L'hôpital
Dans la cour de la commanderie, un grand bâtiment servait d'hôpital pour soigner les malades.

## L'église
L'église actuelle, bâtie en 1827, par l'abbé Crochard, remplace une église édifiée par les Commandeurs. Seule la tour est ancienne, puisqu'elle date du XVe siècle. Elle est édifiée par les Hospitaliers, en 1426, car le clocher existant alors menace ruine. C'est une tour à bâtière, en granit, composée de trois salles : la salle supérieure qui abrite le beffroi, la salle moyenne qui abrite l'escalier permettant l'accès aux cloches, et la salle inférieure. Cette dernière est une salle voûtée, ornée en clef de voûte des armes de la Commanderie (de gueules à la croix d'argent). Elle était surnommée « chapelle des pouilleux » au temps où elle était occupée, pendant les offices religieux, par les pauvres et les mendiants de passage.

## Les Commandeurs
| Dates     | Nom du commandeur |
| 1355      | Frère Guillaume Enguignart |
| 1390      | Frère Nicole du Roole |
| 1408      | Frère Denis Lemire |
| 1424      | Frère Gérard Christophe |
| 1473      | Chevalier Emery d'Amboise |
| 1484      | Frère Enguerran le Jeune |
| 1509      | Frère Jehan Chevreuse |
| 1521      | Chevalier Philippe de Bissy |
| 1531      | Chevalier Pierre Prevost |
| 1551-1572 | Chevalier Bertrand Le Grand, qui avait pour armes : d'argent à la hure de sanglier de sable. Avec en chef de religion, les armes de l'ordre : de gueules à la croix d'argent. |
| 1574      | Chevalier Louis Fleury, alias de Flory |
| 1593      | Chevalier Jean Boullet |
| 1617      | Chevalier François d'Hervey |
| 1635      | Frère Mathieu le Chevalier |
| 1647      | Chevalier Henri de Rosnel |
| 1657      | Chevalier Philippe Girard |
| 1671      | Chevalier Charles du Bois |
| 1688      | Chevalier Jacques-Gaston d'Aubray |
| 1695      | Chevalier Hypolite de Haudesens des Closeaux |
| 1710      | Chevalier Jean le Fay |
| 1715      | Chevalier Pierre Jean Guillery |
| 1751      | Chevalier Louis-Augustin Godehen |
| 1776      | Frère Étienne-Jean-Jacques Lemoine |
| 1783      | Frère Antoine Favray |